# Barghe
Barghe é uma comuna italiana da região da Lombardia, província de Bréscia, com cerca de 1.123 habitantes. Estende-se por uma área de 5 km², tendo uma densidade populacional de 225 hab/km². Faz fronteira com Preseglie, Provaglio Val Sabbia, Sabbio Chiese, Vestone.

## Demografia
| Variação demográfica do município entre 1861 e 2011                               |
|                                                                                   |
| Fonte: Istituto Nazionale di Statistica (ISTAT) - Elaboração gráfica da Wikipedia |